# Jane Grey

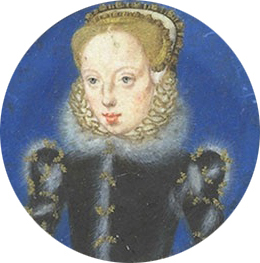
Lady Catherine Grey, een van de jongere zussen van Jane Grey. Miniatuurportret van Levina Teerlinc

Jane Grey (Bradgate Park, oktober 1537 – Londen, 12 februari 1554) was een Engelse adellijke vrouw. Zij was een achterkleindochter van koning Hendrik VII en was in 1553 op 15-jarige leeftijd gedurende negen dagen koningin. Nog geen jaar later werd zij ter dood veroordeeld en onthoofd.

## Biografie
Jane Grey was een dochter van Henry Grey, markies van Dorset en hertog van Suffolk en Frances Brandon, een kleindochter van Hendrik VII.
Jane wordt gewoonlijk niet opgenomen in de lijst van Britse vorsten, maar was voor korte tijd officieel wel koningin van Engeland. Zij wordt ook weleens "The Nine Days' Queen" genoemd. Ze had aanzienlijke intellectuele gaven en sprak veel talen, waaronder Hebreeuws.
Haar rechten op de troon berustten op het feit dat haar grootmoeder van moederszijde, Mary Tudor, een zuster van Hendrik VIII was. In 1546 kwam zij onder voogdijschap te staan van Catharina Parr, de laatste echtgenote van Hendrik VIII. Jane was de belangrijkste rouwdrager bij Catharina's begrafenis in 1548.

## Huwelijk en koningin
Na de dood van Hendrik VIII trad Edward Seymour als regent op voor Hendriks minderjarige zoon en eerste opvolger Eduard VI. Ook Janes vader had veel invloed aan het hof.
Seymour deed een poging Jane met de vrijwel even oude Eduard te laten huwen, maar in 1553 bewerkstelligde John Dudley, hertog van Northumberland, dat Jane zijn zoon, lord Guilford Dudley, huwde. Tegelijkertijd sloot de toen 15-jarige koning Eduard VI zijn halfzusters Maria en Elizabeth ten gunste van Jane Grey van de opvolging uit.
Toen Eduard nog datzelfde jaar stierf, nam de eveneens 15-jarige Jane op 10 juli 1553 zeer tegen haar zin de kroon aan. Negen dagen later, op 19 juli 1553, deed ze weer afstand van de troon, omdat de partij die haar als instrument gebruikte in de strijd om de macht niemands sympathie bleek te hebben. Maria Tudor, de oudste dochter van Hendrik VIII, bleek populairder, gedeeltelijk ook doordat men nog steeds meeleefde met het lot van haar moeder Catharina van Aragon, Hendriks eerste vrouw.

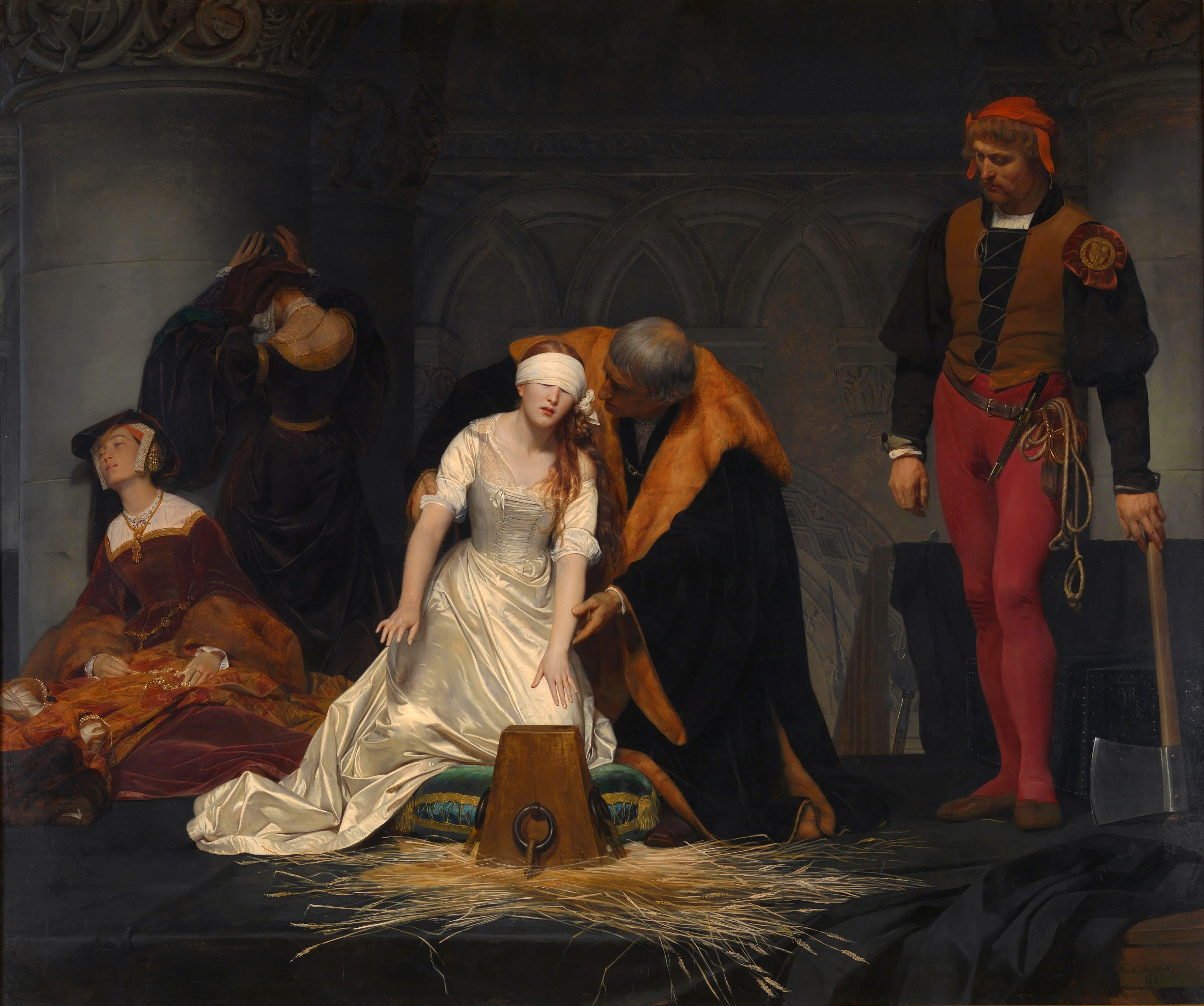
Executie van Jane Grey. Schilderij door Paul Delaroche, 1833.

## Executie
Nadat Jane was afgetreden, leek het erop dat haar leven zou worden gespaard door Maria. Zij stuurde John de Feckenham naar Jane in een poging om haar te bekeren tot het katholicisme. Jane weigerde. Inmiddels streefde Maria naar een huwelijk met de Spaanse koning Filips II en de Spanjaarden stonden erop dat Jane ter dood werd gebracht. Maria liet de hertog van Northumberland onthoofden en Jane in de Tower opsluiten. Janes vader Henry Grey verzoende zich eerst met Maria, maar nam spoedig daarop weer deel aan een opstand ten behoeve van Jane onder leiding van Thomas Wyatt. Jane had hier geen deel aan, maar het bezegelde wel haar lot.
Op 12 februari 1554 werd Jane op Tower Green, in de beslotenheid van de Tower, met een hakbijl onthoofd; een uur eerder was haar echtgenoot publiekelijk onthoofd op Tower Hill. Haar vader werd elf dagen later ter dood gebracht, eveneens op Tower Hill.

## Jane Grey in literatuur en muziek
- Heinrich Ammann schreef een gedicht over Jane Grey. Christian Sinding zette dat gedicht in 1911 op muziek en nam het op in zijn Balladen und Lieder für eine Singstimme mit Klavierbegleitung (opus 109).
- Arnold Schönberg gebruikte hetzelfde gedicht in 1907 voor zijn Zwei Balladen für Gesang und Klavier (opus 12).
- Ruth Gipps componeerde in 1940 de Jane Grey Elegy (opus 15).
- De Amerikaanse componist Arnold Rosner componeerde in 1984 de opera Chronicle of Nine: The Tragedy of Queen Jane, op.81 gebaseerd op Janes negendaagse regeerperiode, op een libretto van Florence Stevenson. De instrumentale tussendelen gebruikte hij voor zijn 7de symfonie, The Tragedy of Queen Jane, op.78.

In Nederlandse toneelstukken
- Iohanna Grey, of gemartelde onnoselheyt (1648) door Joachim Oudaan
- Johanna Gray (1789) door Petronella Moens

In historische romans
- The Last Tudor - Philippa Gregory
- Innocent Traitor - Alison Weir

- Bibsys: 10025602
- Biblioteca Nacional de España: XX5437491
- Bibliothèque nationale de France: cb10397097f (data)
- Catàleg d'autoritats de noms i títols de Catalunya: 981058509778906706
- Gemeinsame Normdatei: 118718800
- International Standard Name Identifier: 0000 0000 8083 7230
- Library of Congress Control Number: n79045478
- Nationale Bibliotheek van Letland: 000216347
- Nationale Bibliotheek van Tsjechië: xx0025871
- Nationale bibliotheek van Australië: 35150567
- Nationale Bibliotheek van Israël: 987007262173305171
- Nationale Bibliotheek van Polen: a0000003089994
- Nederlandse Thesaurus van Auteursnamen: 069442991
- Réseau des bibliothèques de Suisse occidentale: 02-A000074403
- LIBRIS: 319946
- SNAC: w6v98h1c
- Système universitaire de documentation: 139192964
- Trove: 843048
- Union List of Artist Names: 500064485
- Virtual International Authority File: 4919568
- WorldCat: E39PBJxmGqmcmRBbPQWpX6t3Qq